# Melchior Josef Martin Knüsel
Pour les articles homonymes, voir Knüsel.
Melchior Josef Martin Knüsel, homme politique suisse, né le 16 novembre 1813 à Lucerne, mort le 15 janvier 1889, bourgeois de Lucerne,  
conseiller fédéral de 1855 à 1875.
- Parti radical-démocratique

## Départements
- 1855-1856 :  Département des finances
- 1857 :  Département du commerce et des péages
- 1858 :  Département de justice et police
- 1859-1860 :  Département du commerce et des péages
- 1861 :  Département politique
- 1862-1863 :  Département des finances
- 1864-1865 :  Département de justice et police
- 1866 :  Département politique
- 1867-1873 :  Département de justice et police
- 1874-1875 :  Département de l'intérieur

## Présidence de la confédération
- 1861
- 1866